# Valentina Frascaroli
Valentina Frascaroli, née le 29 juillet 1890 à Turin (Italie) et morte le 18 janvier 1955 à Neuilly-sur-Seine (France), est une actrice italienne active dans les années du cinéma muet.

## Biographie
Depuis toute petite, Valentina Frascaroli étudie la danse et le jeu d'acteur avec une activité intense dans le théâtre.
Elle devient une des premières véritables stars du cinéma muet alors qu’elle est scénariste chez Itala Film à partir de 1909. Elle joue dans des comédies, aujourd’hui oubliées mais très appréciées à l’époque, avec André Deed, dit « Cretinetti » ou « Gribouille », un des acteurs comiques les plus célèbres du cinéma muet. Elle s’installe avec lui en France pendant la Première Guerre mondiale et le couple se marie en 1918.
Parfaitement multilingue, Frascaroli devient dans le même temps très célèbre en France grâce à une série de courts-métrages comiques produits par Pathé où elle interprète « Gribouillette », un personnage-clé du cinéma comique français de l’époque,.
Elle apparaît dans plus d’une centaine de films dans sa carrière, dont la plupart dans les années du cinéma muet. Elle se retire du cinéma en 1925, mais reste active au théâtre.

## Filmographie sélective
- 1909 : Le due ordinanze (it)
- 1910 : Les Délices de la chasse (Le delizie della caccia (it))
- 1910 : Cretinetti sposo suo malgrado (it)
- 1910 : Sacrificata! d’Oreste Mentasti (it)
- 1912 : Padre de Dante Testa (it) et Gino Zaccaria
- 1912 : Boireau et Gribouillette s'amusent d’André Deed[5]
- 1914 : La Ruse de Gribouillette d'André Deed[6]
- 1915 : Mariella de Vincenzo Denizot
- 1915 : Il grande veleno d’Eugenio Testa (it)
- 1915 : L'emigrante de Febo Mari
- 1915 : L'Âne de Gribouillette d'André Deed[7]
- 1916 : Maciste, Chasseur alpin (Maciste alpino) de Giovanni Pastrone
- 1916 : L'ospite ferito d'Ernesto Vaser
- 1916 : La gloria de Febo Mari
- 1916 : Tigre reale de Giovanni Pastrone
- 1916 : Il romanzo della morte de Telemaco Ruggeri
- 1917 : Il velo squarciato de Telemaco Ruggeri
- 1917 : La guerra e il sogno di Momi de Giovanni Pastrone et Segundo de Chomón
- 1917 : Le memorie di una istitutrice de Riccardo Tolentino (it)
- 1917 : Le due orfanelle di Torino de Giovanni Casaleggio (it)
- 1918 : Leggerezza e castigo de Gero Zambuto
- 1918 : L'albergo dei miserabili de Giovanni Casaleggio
- 1918 : Il segreto del vecchio Giosuè d’Eugenio Testa
- 1919 : Fracassa e l'altro d’Eugenio Testa
- 1920 : Il delitto della piccina d’Adelardo Fernández Arias
- 1920 : Il documento umano d’André Deed
- 1920 : I borghesi di Pontarcy d’Umberto Mozzato
- 1920 : L'oro degli Aztechi d’Umberto Mozzato et Émile Vardannes
- 1920 : Il femminista d’André Deed
- 1921 : L'uomo meccanico d’André Deed
- 1922 : Il fabbro del convento de Vincenzo Denizot